# Chremyloides
Chremyloides är ett släkte av steklar. Chremyloides ingår i familjen bracksteklar.
Kladogram enligt Catalogue of Life:
| Chremyloides | \| \| Chremyloides abnormis \| \| \| \| \| \| Chremyloides cardaleae \| \| \| \| \| \| Chremyloides naumanni \| \| \| \| \| \| Chremyloides tobiasi \| \| \| \| |
|              | \| \| Chremyloides abnormis \| \| \| \| \| \| Chremyloides cardaleae \| \| \| \| \| \| Chremyloides naumanni \| \| \| \| \| \| Chremyloides tobiasi \| \| \| \| |
|              | Chremyloides abnormis |
|              | |
|              | Chremyloides cardaleae |
|              | |
|              | Chremyloides naumanni |
|              | |
|              | Chremyloides tobiasi |
|              | |